# Podromanija
Podromanija är en ort i Bosnien och Hercegovina.   Den ligger i entiteten Republika Srpska, i den östra delen av landet, 30 km öster om huvudstaden Sarajevo. Podromanija ligger 860 meter över havet och antalet invånare är 1 405.
Terrängen runt Podromanija är kuperad västerut, men österut är den platt. Närmaste större samhälle är Sokolac, 3,4 km nordost om Podromanija. 
Omgivningarna runt Podromanija är en mosaik av jordbruksmark och naturlig växtlighet. Runt Podromanija är det ganska tätbefolkat, med 67 invånare per kvadratkilometer.